# راؤول بيريز (لاعب اتحاد الرغبي)
راؤول بيريز (بالإسبانية: Raúl Pérez)‏ هو لاعب اتحاد الرغبي أرجنتيني، ولد في 2 يوليو 1965 في بوينس آيرس في الأرجنتين.

## وصلات خارجية
- راؤول بيريز عل موقع إسبنسكروم (الإنجليزية)